# Internationaal Standaard Audiovisueel Nummer

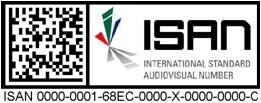
Voorbeeld met tweedimensionale barcode

ISAN is de afkorting van International Standard Audiovisual Number of Internationaal Standaard Audiovisueel Nummer.
Het ISAN-systeem is een vrijwillig systeem met als bedoeling om een uniek identificatienummer aan audiovisuele werken (films, televisieprogramma's, reclamespots, multimedia...) toe te kennen. Een ISAN is eenduidig verbonden met een bepaald werk, wat niet noodzakelijk het geval is voor een andere identificatie zoals de titel; die kan verschillen naargelang de taal van het land, terwijl het ook mogelijk is dat er verschillende werken met dezelfde titel bestaan. ISAN is vooral bedoeld om gebruikt te worden in gecomputeriseerde databanken. Een van de mogelijke toepassingen is bijvoorbeeld het beheer van auteursrechten voor audiovisuele werken.
Een ISAN hoort bij een bepaald werk, en hangt niet af van het medium waarmee of waarop het werk wordt gepubliceerd: het ISAN van een film is gelijk of die film op DVD of op videocassette of op een andere drager staat.
Een ISAN is louter een identificatienummer en bevat geen bijkomende informatie. Het is dus eerder vergelijkbaar met het ISSN voor tijdschriften en periodieke publicaties dan met het ISBN voor boeken, waarin codes voor het land van uitgifte en voor de uitgeverij zijn verwerkt.
Het ISAN is vastgelegd in de ISO-norm ISO 15706-1:2023 (voorheen ISO 15706:2002): International Standard Audiovisual Number (ISAN). Een ISAN bestaat uit zestien hexadecimale cijfers en is onderverdeeld in twee segmenten: de eerste 12 cijfers zijn het "root segment" en de volgende vier dienen, waar nodig, om episodes van een serie of delen van een werk te identificeren. Wanneer het ISAN wordt voorgesteld in leesbare vorm, wordt er een controlecijfer (check digit) aan toegevoegd dat toelaat om de juistheid van de voorgaande 16 cijfers te controleren.
Een (fictief) voorbeeld van een ISAN is dus: ISAN 006A-15FA-002B-C95F-A
Het systeem wordt beheerd door het ISAN International Agency (ISAN-IA) in Genève (Zwitserland). ISANs worden toegekend en beheerd door erkende "Registration Agencies" (RA) in een land, regio of voor een bepaalde sector van de audiovisuele industrie. Volgens de website van ISAN zijn er anno 2024 veertien agentschappen erkend.